# 2ちゃんねらー
2ちゃんねらー（2chねらー、ねらー）はネチズンのひとつで、電子掲示板サイト「2ちゃんねる」(5ちゃんねる) のユーザーのこと。ニュースサイトでもこの名前で参照されることがある。

## 特徴
名前欄が空である場合は“名無しさん”および、名無しさんに類する板ごとに設定される名前に置き換えられるシステムを利用し、ハンドルネームを使用しない「名無し」名義での書き込みを行う（一部名前必須の板を除く）。使用するハンドルネームを一定させ（コテハン。“固定のハンドルネーム”の略）書き込むこともできる。
また「空気嫁（読め）」などの言葉が存在するように、敬語とは別の次元で場の空気に合わせた書き込みを要求される場面が存在する。この板やスレッドに合わせた雰囲気を察するために『半年ROMれ』（これは『初めて2chにアクセスするのならば、最低でも半年間書き込まずに、スレッドを熟読して板やスレッドの暗黙のルールや2ちゃんねるでのマナーを学べ』との意味）という言葉まで存在する。
独特の2ちゃんねる用語や、様々なアスキーアートを使うコミュニケーションがあり、アスキーアートをテンプレートとして進行するスレッドも存在する。
平日昼間でもオフラインミーティングやフラッシュモブを行うことから、2ちゃんねらーはこれらの集まりだとするレスが見られるようになった。無職ではなく『自宅警備員』であると自嘲するユーザーもいる一方で、そうではないと自認するものもいる。
池田信夫は彼らの実像を「個が確立しておらず集団や勢いに流され付和雷同し易い“古い日本人”」だと評している。

### 利用者数
具体的人数については不明。しかしながら参考として、ネットレイティングスの調査によると、2006年9月度の2ちゃんねるの利用者（訪問者）は延べ約990万人とされている（2004年11月度の延べ約700万人から増加）。

### 悪意ある利用者
各板で他者に対する誹謗中傷や私人のプライバシー暴露、個人をおとしめるために虚偽の情報を書き込む者もいる。ほかにも、ブラウザクラッシャーという有害なリンクや、グロテスクな死体の画像といった精神的苦痛を与えるリンク・いわゆる精神的ブラクラなどを掲示板に貼る人もいる。このため、対策・警戒をせずに無思慮にリンクにアクセスする（リンクを『踏む』と称する）ことは、これらの危険にさらされる危険性がある。また、ある人物や企業へ損害を与えようとして、それらが管理する掲示板を荒らすようにたきつける書き込みをする者、検定試験の問題を事前に漏らす者、面白半分で犯行予告を2ちゃんねるに書き込んで実際に逮捕される者、さらには現実に殺人などの犯罪を起こした者もいる。これらの悪意のある利用者には、管理人であった西村博之や各運営人もお手上げ状態であり、これが管理されていない何でもありの掲示板という悪評につながっている。このほか、自説や自身が支持する政党などを宣伝するため、同じ内容のレスを何度もコピペして書き込むという迷惑行為が横行している。
2ちゃんねらーとは呼ばれないが、スクリプトを使った宣伝広告をスレッドに貼り、2ちゃんねるのサーバに対して負荷を与える業者もいる。こういった作業を行うのは、多くがアダルトサイト業者、もしくは舎弟業者である。2ちゃんねる管理側の対策としては、その業者が使っている特定のホスト名からプロバイダごと2ちゃんねるに書き込みをできなくさせる設定を行うために、偶然にその業者と同じプロバイダを使っている個人が、連帯責任を負わされるような状態にされてしまう（具体的には、書き込みが不可になる）ケースが多い。

## システム上による影響

### 犯罪予告
西鉄バスジャック事件を皮切りに、犯罪予告を書いたり、行きすぎた誹謗中傷を行ったり、動物虐待を生中継で書き込んだりする者が現れ、2ちゃんねる側から警察側にログを提出した後に当人が逮捕されるケースが、定期的に発生していた時期がある。そのような書き込みが2ちゃんねるを舞台に多発した結果、このような『犯罪性のある書き込み』は運営側に通報することで誰が書き込んだのかが明らかにされるようになった。
しかし、行われた犯罪予告を通報することで容疑者が現行犯逮捕され、事件が未然に防がれた実例はない。そのような書き込みを行った者は、威力または偽計業務妨害容疑で逮捕されている。

### 「祭り」
現在進行のイベントや事件などについて、2ちゃんねらーが盛り上がる状態を「祭り」と呼ぶ。2ちゃんねるでは一部の板などで発生する。「祭り」は、彼らがニュースやインターネット上のウェブサイト、ブログやSNSなどから「祭りを起こすネタ」を2ちゃんねる内で取り扱い、多くの人間により様々な行動にでる、という流れで起こる。この結果、サイト上は殺到した2ちゃんねらーによってコメントが集中的に寄せられ、時にはサーバのダウンを引き起こすこともある。
特に2007年ごろには、Winny利用の際にキンタマウイルスなどで流出したわいせつ写真や個人情報などを板に掲載し、流出した男性や女性を罵倒するといった「祭り」が定期的に発生しており、プライバシー問題に触れる行為が行われている。

## 団体行動
ネットウォッチ板など一部の板では、ネットウォッチと称して、サイトの管理人に対する挑発、荒らしなどの行為の実行者を募るスレッドが立ち、閉鎖にまで追い込まれるケースがある。ただしこれらの行為に関しては「ウォッチは見るもので手を出すものではない」と荒らさないよう注意をスレッド作成時に書き込まれているものもあるが、最終的には各個人の行動に委ねられてしまうため情報提供と化している可能性も否定できない。
生き物苦手板などでは動物虐待を推奨する文章や動物虐待を実行したとの報告が書き込まれたり、PC関係の板では著作権を侵害する違法ファイルの交換に関するやり取りなどが書き込まれたりと、2ちゃんねる内では日常的に犯罪を行ったという内容の報告が繰り返されている。これらの問題に対して、2ちゃんねる運営者は削除・規制などによる対処を行っている。
代表とする以下のいたずらの定義は、主義主張の乏しい・対価の乏しいフラッシュモブを含める。2015年には、個人の家にいたずらを仕掛け、器物損壊の逮捕者まで出している。

### 大量投票
2002年ごろからは、2ちゃんねらーの一部が他サイト上で行われているインターネット投票に組織票を投じて投票結果を操作しようとする事件が増加していった（例：日下部基栄への組織票、田代祭、川崎祭、コイル祭り、五条祭り、壁山祭り、飛行機祭り、ハンネス祭りなど）。特に政治的な動機によるものが多い。この種の事件は、単なる組織票だけではなく、参加者個人が連続多重投票を行うことも極めて多い。
これらの行為に対し、管理者が多重投票の分を削減したり、干渉を受けている項目を削除したりすると、干渉している2ちゃんねらーが2ちゃんねる内で「このサイトの管理者は投票結果を捏造しようとしている」などと反発し、さらに油を注ぐこともある。
- 2001年5月、タイム誌アジア版の「日本は第二次世界大戦の謝罪をすべきか」というネット投票で、YESが急浮上していることに気づいた2ちゃんねらーがNOに集中投票。結果、YES 19%、NO 80%と圧倒的に反対意見が多数を占めた。
- 2001年12月、朝日新聞サイト「asahi.com」の「2001年の忘れられない本」の投票に『新しい歴史教科書』『新・ゴーマニズム宣言SPECIAL 戦争論2』をランクインさせようとする呼びかけが起こった。結果、2位に『新しい歴史教科書』、3位に『戦争論2』がランクインした（1位は『ハリー・ポッターとアズカバンの囚人』）。
- 2002年2月、小林幸恵が新曲「more than words」をカラオケなどにリクエストしてほしいというラジオ番組での発言から、「more than words」にExciteのユーザー投票で大量の投票が行われる。発売前日の同年3月19日時点で、のべ225万9327点という圧倒的な得票数を記録した。
- 2004年4月、イラク日本人人質事件について産経新聞のウェブサイトで調査が行われ、「退避勧告が出ているイラクに入国した行動は適切だったと思うか?」に「NO」の投票が呼びかけられた[3]。
- 2004年6月、プロ野球球団合併問題において、ライブドアがプロ野球新規参入球団設立を試みて、子会社であるライブドアベースボールの公式サイトで球団名を公募した際、2ちゃんねらーの仕業であると推測が可能な、悪ふざけ目的の投稿が多数送られた。
- 2004年12月20日から25日にかけて、日テレ公式サイト内の@サプリッ!ページにおいて行なわれた「いい男投票」で、俳優ペ・ヨンジュンがトップになっているのを2ちゃんねらーが見つけ、パペットマペットと入れ替えようと大量投票を画策した。また、ペ・ヨンジュンの公式サイトをハッキングし、グッズをサイト経由で注文したファンの個人情報データベースファイルが流出する騒ぎになった。上位サイト「ブロコリ(Broadband Korea)」を管理する株式会社インタラクティブメディアミックス（日本側のマネジメントオフィス）は、サイトを一時閉鎖、26日に電算機損壊等業務妨害と不正アクセスの被害届をアクセスログと共に提出している。
- 2005年1月20日に行われた毎日新聞のウェブサイトのアンケート「NHK番組への政治介入問題」で、2ちゃんねらーが結果をNHK有利にするようあおり、また集中投票した。なお、翌21日、TBSラジオ『荒川強啓 デイ・キャッチ!』がテレゴングを使って行った同様の設問による調査では、朝日新聞有利の対照的な結果が出ている。
- 2005年8月4日に日本国内でiTunes Music Storeが開店。開店時になぜか松崎しげるの「愛のメモリー」が8位にランキングされていた。これを見つけた2ちゃんねらーにより同曲を購入して皆で聞こうという運動に発展。開店後1週間は同曲の売り上げがiTunes Music Store内で上位にランキングされ続け、一時期は3位まで上昇した。
- 「マガジン9条」の2006年新春特別企画「国民模擬投票」インターネット投票で、選択肢「日本国憲法第9条を変えて日米同盟を強化、“自衛軍”を保持すべき」が高得票となるようあおり、集中投票した。なおこの投票では、「改憲反対」の選択肢にも集中投票が行われたことも判明している[4]。
- 2007年3月、CNNが行った「日本政府は第二次世界大戦時に軍が運営した売春宿の件（慰安婦問題）で改めて謝罪すべきか」というネット投票で、賛否が伯仲状態になっていることに気づいた2ちゃんねらーなどがNOに集中投票。結果、NO（その必要はない）が80%近くを占めた。
- 2008年6月、Yahoo!きっずのポケットモンスター人気投票において、当初獲得票数最下位であったコイルに集中投票が行われた。cookieを削除すると再投票が可能と言う不備を突かれた上、自動投票プログラムが投入された結果、コイルは3,000,000票以上を獲得し一位となったが、その後投票場が閉鎖。復活するも得票数が見られない・IDによる1日1回の投票システムに変わっており、結果発表では二位となっていた。
- 2011年6月、江崎グリコの「AKB48推し面メーカー」[5]で、どう見ても美少女とは言い難い組み合わせの「木嶋里子」[6]をいたずらで作成し、“一推し”を集中投票。結果、木嶋が2位以下に1万票以上の差をつけて1位になっている。
- 2018年5月、「Youtubeのネトウヨ動画を報告しまくって潰そうぜ」（通称「ネトウヨ春のBAN祭り」）というスレッドを立て、動画投稿サービス「YouTube」の規約に違反する可能性が高い動画について、同サービスの運営元に対し集団で「通報」を行うことで、大量の違反動画を削除へ至らせた。この活動により7月の時点で、1000以上のチャンネルが凍結し、50万以上の動画が削除されている。2ch・5chの歴史において極めて珍しい左派の立場からの運動である。

### いたずら投稿・炎上
- 2004年11月18日に発生した奈良市小1女児殺害事件と関連して、報道各社が「似た手口を紹介する書き込みが2ちゃんねるにある」と取り上げられる。それ以後、犯人は2ちゃんねらーではないかという疑惑が高まった。
  - この事例について、問題となったCCさくら板のスレッドは2001年12月に立てられた古いもので大してレスもつかず放置されていた。しかも肝心の誘拐方法や犯行予告と思しき書き込みはMegabbsのものであった。犯人は逮捕されたが、2ちゃんねるを利用していたかどうかは不明のままである。なお、この事件に関連したジャーナリスト大谷昭宏の「フィギュア萌え族」発言は多くの2ちゃんねらーの反発を買った。
- 2004年10月に発生した新潟県中越地震発生直後にNHKで放送された安否確認情報番組に、「西村博之」「田代まさし」「田中かたたま」「金田正日」「坂田銀時」などの明らかにいたずらと分かるふざけた名前の人からの伝言が紹介された。
- 2006年8月に創刊された日本版オーマイニュースにはオピニオン会員として登録した2ちゃんねらーによる批判の書き込みが殺到した。そもそも日本版オーマイニュースの政治思想が2ちゃんねらーのそれと相容れなかったうえ、編集長の鳥越俊太郎が「2ちゃんねるは人間の負の部分のはけ口だから、ゴミためとしてあっても仕方ない[7]」などと2ちゃんねらーを敵視するかのような発言をしたことが大きな原因となった。

### 大量購入
- 2005年6月8日発売のテレビアニメ『魔法先生ネギま!』主題歌「ハッピー☆マテリアル（5月期）」をオリコン週間売上げチャートで1位にして、テレビの音楽番組などで話題にしようという運動がニュース速報(VIP)板を中心に起こった。結果としては、発売日当日のデイリーチャートでは3位、週間チャートでは4位に終わった。同年NHKが実施した「スキウタ〜紅白みんなでアンケート〜」にも「ハッピー☆マテリアル」を投票する運動が起こり、紅組50位にランクインした。
- 2009年3月10日、麻生太郎が外務大臣時代の2007年6月に著した『とてつもない日本』をまとめ買い。ニュース速報VIP板に1日に立てられた「麻生首相の本を買おう」での呼びかけに応えてのもの。これにより、『とてつもない日本』はAmazon.co.jpや紀伊國屋書店の売り上げランキングで突如上位入りした。同様に、20日に西村幸祐の「反日マスコミの真実2009」を集中購入しようと呼びかけるスレッドも立てられた。
- 2009年4月28日、『パール判事の日本無罪論』（田中正明著）を組織買い。イベント板に立てられたスレッド「4.28 パール判事の日本無罪論購入イベント」の呼びかけを受けてのもの。テンプレートによれば、“田中の弟子”を称する水間政憲を支援するためだという。

### 抗議運動
- 2005年7 - 8月「つくる会教科書」採択に反対する市民団体の集団示威運動が各地で行われたが、これに対抗した、“人間の鎖を更に2ちゃんねらーで囲むオフ”が杉並区で行われた[8]。
- 2002年7月、フジテレビによる日韓ワールドカップ報道を「偏向している」として抗議するため、フジテレビが予定していたクリーンアップ作戦の実施日前に「湘南ゴミ拾いオフ」として横取りした。オフは生放送当日の朝に終了し、海岸沿いの住民には「きれいな海が帰ってきた」とおおむね好評であったが、一部ではボランティアと称することに反感を抱く者もいる。湘南ゴミ拾いはその後も不定期に数回続いた。
  - また、テレビ各局が韓国を中心に偏向した報道を行う事に憤りを感じた2ちゃんねらーが「韓国対ドイツ戦のとき、国立競技場でドイツを応援しよう」オフを決行している。結果約1000人が集まったという[9]。ちなみにこの日明石家さんまもドイツのユニフォームを着てテレビに出演していたことが知られている。もっとも、明石家さんまはかねてから熱烈なドイツ代表ファンであることを公言しているので、抗議の意図を込めての着用であるかは定かではない。
- ワールドカップから約10年後の2011年から2012年にかけて、「韓流推し」のフジテレビを再度批判するとして2011年のフジテレビ騒動が勃発、フジテレビ抗議デモへの参加が呼びかけられた。

### 犯罪
代表とする以下の犯罪の定義は、主義主張や事の是非を問わず、第三者に対して不当な損害を与える、もしくは抵触するものとする。
- 2001年11月、Peer to Peerソフトウェア使用者の逮捕のための調査を京都府警に依頼したコンピュータソフトウェア著作権協会 (ACCS) が協会のサイトで警告を発したことから、2002年4月には「逮捕してみろ!」と挑発する2ちゃんねらーがACCSのサイトのサーバをダウンさせた。
- 2005年8月、韓国の政府の支援を受けたNGO団体「VANK」のサイトのトップページが「今、正義をかけた戦いが始まった」というスローガンとニダーのAAなどが書かれた画面に改竄された。そこにはニュー速VIPのURLも記載されていた。事の発端は世界の衛星写真を供給するサイト「グーグルアース」での日本海 (The Japan Sea) の表記が韓国名の東海 (The East Sea) と変更されたことに始まる。普通その検索サイトに攻撃するものを、韓国のNGO団体のサイトに攻撃したことが注目される。このニュースは韓国のテレビ、新聞などで大きく取り上げられ、その改竄されたトップページがニュース画面や新聞の1面に掲載される。
- 2005年10月、“竹島は自国領土「独島」である”と宣伝する慶尚北道庁の「独島」宣伝サイトがクラックされる。「ちんぽ」の文字や麻原彰晃が新聞を読む写真、更には2ちゃんねるのAAやアドレスが貼られた上、テレビアニメ『魔法先生ネギま!』の主題歌「ハッピー☆マテリアル」が流れるように変えられていた。
- 鳥取県で人権擁護法案を手本にした独自の人権擁護条例が定められたことをよしとしない2ちゃんねらーたちが県営観光施設のサイトにあった質問・感想記入用の掲示板に対し掲示板荒らしを行ない、閉鎖に追い込んだ。
- 2006年9月以降、一部2ちゃんねらーによるmixiコミュニティの乗っ取り行為が頻発するようになった。彼らは、「炎上」したコミュニティの管理者から事態を沈静化させるとの口実で管理権を受け取り、コミュニティの趣旨やタイトルを書き換えてまったく別のコミュニティにしてしまう。これらの行為を行っている者は主にニュー速(VIP)板の住人である（→mixi#コミュニティ乗っ取り）。
- 「募金詐欺」であるとはやし立てられた患者女児の両親に対する各種の誹謗中傷、個人情報暴露とプライバシー侵害。

### ボランティア・支援
代表とする以下のボランティア・支援の定義は、金銭授受の有無を問わず、個々の善意によって団体行動に発展したものを含める。
- パソコンの余力を利用して白血病解析をしようというUDがん研究プロジェクトがあり、2ちゃんねらーによる「Team2ch」は、プロジェクトが解析を開始した2001年以来、2007年4月のプロジェクト終了まで常時世界一の実績を誇った。2007年4月以降多くのユーザーはWorld Community Gridに移籍しており、世界第3位（2015年2月時点）の成績を挙げている。
- 2002年10月、自転車で世界旅行中に京都市で旅の日記も含む荷物ごと自転車を盗まれたという米国人観光客のニュース（産經新聞）[10]がニュース速報+板に貼られ、それを見た2ちゃんねらー有志が「スティーブさんの自転車を探すOFF」[11]として自転車の捜索を行って発見、本人の許に返した[12]。ちなみに発見後には吉野家にて卓を囲む笑顔のスティーブと参加者の写真がアップロード[注 4]された。
- 2002年10月に北朝鮮拉致から帰国した地村保志が拉致前にプラモデル好きだったということを知った模型板住人が、「拉致されていた24年間のプラモの進化を知ってもらおう」という趣旨でカンパを募り、帰国の際に搭乗した全日空ボーイング767-300やカタログ、書籍などを2003年2月、住居のある小浜市役所へ送付。受取り当日に地村から直接発起人宅へ感謝の電話（他の皆さんにも感謝の気持ちを伝えて欲しい、とも）が入り、家族から小一時間問い詰められるに至る。また後日小浜市庁内支援本部と地村それぞれから発起人へと礼状が届いた[13]。
- 2002年から2003年にかけて、アフガニスタンへの学校建築募金が行われた。2004年8月16日に完成したフィールズバハール小学校にはモナーと2ちゃんねるのアドレスが記入された学校名プレートが設置されている[14]。
- 2003年、「マトリックス リローデッド」（6月7日日本公開）「マトリックス レボリューションズ」（11月5日日本公開）が日本公開日の前後において、2ちゃんねらー有志が黒いスーツに慶弔用の黒ネクタイとサングラスを扮装してエージェントスミスのコスプレをした大量の参加者が集まり、100人のエージェントスミスVSネオを模したオフラインミーティング“マトリックスオフ”が開催された。
- 2003年7月、玄界灘で日本の漁船と韓国の貨物船の衝突事故が発生（玄界灘海難事故）。漁船を所有していた共和水産への自主再建の願いに対し、海産物購入という形での助力が行われた。
- 2003年夏、折り鶴放火事件により焼かれた広島原爆慰霊碑の折鶴を折って終戦記念日に届けようという「14万羽折鶴プロジェクト」が行われ、最終的に83万羽が集まり、高校の社会科資料集にも掲載され話題を呼んだ。またこの「折鶴オフ」では「しない善よりする偽善」とのフレーズも生まれた。一方で勢い余った2ちゃんねらーの不謹慎な行動（平和公園内で胴上げをしたり、慰霊碑によじ登った）が多くのインターネットユーザーに非難され、当人が謝罪した[15]。
- 2004年に発生した新潟県中越地震の際に、救援活動として使い捨てカイロを送る。
- 2005年3月、エントリー直前に大口スポンサーから夜逃げされ、個人スポンサーを募集していたロードレース世界選手権のGP250クラス参戦中の関口太郎選手のスポンサーとして、バイク板他一部板の住民がTeam(・∀・)2ch名義で名乗りを挙げ、累積で300万円以上（2007年6月現在）のスポンサー料を提供。オリジナル応援歌『フルスロットル』は、2006年3月に、史上初の「（2ch上の）CGMによって制作され、一般の音楽流通ルートに乗って販売されたCD」として発売され、著作権料がすべて同選手のスポンサー料に充当された[16]。
- 2006年11月、銚子電気鉄道の経営危機に際し、社が鉄道外事業として生産する「ぬれ煎餅」の購入を開始、「(ﾟдﾟ)ｳﾏｰ（美味しい）」という評判も手伝い一気に大量購入し過ぎた結果、生産が追いつかなくなり一時期ネット販売中止、数ヶ月の発送待ちという事態にまで発展した[注 5]。
- 2010年3月、「韓国ドメインからの2ちゃんねるへのサイバーテロ事件によって2ちゃんねるサーバーのあるアメリカ・Pacific Internet Exchange側の被害が総額2億円にのぼり、アメリカがチリ地震などに送っている支援に支障をきたしかねない」との事で、チリへのクリック募金サイトなどへ募金支援が行われた。

## 2ちゃんねらーを公言する著名人
自分のことを2ちゃんねらーと公言する著名人は少ないが、以下の人物は自身の発言、Webサイト、書籍などで2ちゃんねらーであることを明かしている。
- 麻生太郎 - 日本の政治家。第92代内閣総理大臣。「時々書き込んでいる」程度とライトではあるが、2ちゃんねらーであることを公言している。
- 鳩山由紀夫 - 日本の政治家。第93代内閣総理大臣。Yahoo!チャット内のプロフィールでお気に入りのサイトとして2ちゃんねるを挙げている[17]。また、2ちゃんねらーであることも明かしている[18]。
- 加藤紘一 - 日本の政治家。かつては本名で書き込みをしていたことがあると表明。加藤の乱でも2ちゃんねるを運営に許可の上で利用。
- 戸田久和 - 地方議員。
- 百地章 - 法学者。
- 小林源文 - 漫画家。「一等自営業 ◆JYO8gZHKO.」というハンドルとトリップで、軍事板を中心に積極的な書き込みをしている。
- 長島☆自演乙☆雄一郎 - 本名は長島 雄一郎。2ちゃんねらーを公言するキックボクサー・総合格闘家。芸スポ+板に記事を立てられる権利（キャップ）を持つ。
- 遠藤雅伸 - ゲームクリエーター。「遠藤雅伸 ★」のハンドルで書き込みを行っている。
- きこうでんみさ - トリップは「◆oAoFn2EeuE」
- まっつー - 漫画原作者。「ま@ ◆V/BXqMaTSU」というハンドルとトリップで書き込みをしている。
- 山野車輪 - 漫画家。かつてハードロック・ヘヴィメタル板で「車輪 ◆taiyaRSvkM」というハンドルとトリップを使用していた。
- 三上翔子 - AV女優。猥歌「ちんこ音頭」を熱唱した動画が話題になった。
- 川瀬浩平
- かすみ果穂 - 自らのブログで2ちゃんねるへ書き込みしていると公言。
- 中宮崇 - 「プロ2ちゃんねらー」と自称している。
- すぎやまこういち - 日本音楽著作権協会 (JASRAC) 評議員。前出のとおりJASRACは批判の対象だが（2ちゃんねらーがバッシングの対象とする）演歌・演歌歌手が日本音楽の上位であるという風潮には否定的である。
- 杏野はるな - タレント。☆自演乙☆同様に芸スポ+板のキャップを持ち、度々スレッドを立てている。
- 産経新聞コラム「産経抄」担当者。2010年3月に2ちゃんねるがダウンした際、復帰していないかと度々覗いた事を産経抄で明らかにしている。
- 裕時悠示 - ライトノベル作家。アニメサロンex板やニュー速（嫌儲）板で展開していた「アニメDVD・BDの売り上げを見守るスレ」（売りスレ）などで活動している。
- 池上裕次 - 競艇選手。2ちゃんねる用語を多用した挨拶を競艇の公式の場で発言したりしたこともある。
- 三井淳平 - 日本人初のレゴ認定プロビルダー。 かつてニュース速報(VIP)板で制作過程をリアルタイムで実況し、話題になる。

## 2ちゃんねるでの活動を通じて著名になった人物
- 三橋貴明 - 本名・中村 貴司。「三つ子の赤字神」というハンドルを用いて書き込みをしていた事が確認されている。 極東アジアニュース板の韓国経済wktkスレなどで活動していた。
- 橙乃ままれ - ニュース速報(VIP)板にて『まおゆう魔王勇者』を発表、後に書籍化され小説家としてデビューする。
- の子 - バンド板にて挑発的な書き込みや宣伝を繰り返しメジャーデビュー。
- B・N・F - 投資一般板で頭角を現し、現在はビルオーナー、複数企業の大株主となっている。